# UBP-1112
UBP-1112 je antagonist glutamatnog receptora.